# Château de Palmela
Le château de Palmela, est une ancienne fortification militaire située sur le territoire de la municipalité de Palmela (district de Setúbal, Portugal),.
Sur la péninsule de Setúbal, sur les contreforts orientaux de la serra de Arrábida, il est situé entre les estuaires du Tage et du Sado, près de l'embouchure de ce dernier. Il fait partie de la Costa Azul, dans le parc naturel de l'Arrábida. Du haut de son donjon, par temps clair, la vue s'étend jusqu'à Lisbonne.
Il est classé Monument national depuis1910.

## Historique
La première occupation humaine de la région remonte à la Préhistoire, en particulier au Néolithique, selon de nombreuses preuves archéologiques. Certains chercheurs situent la fondation d'une colonie sur le site actuel de Palmela à 310 av. J.-C., fortifiée lors de la romanisation de la péninsule Ibérique en 106 par un préteur de Lusitanie nommé Áulio Cornélio (ou Áulio Cornélio Palma, selon d'autres). Les recherches archéologiques modernes prouvent cependant que l'occupation ultérieure du site fut ininterrompue, d'abord par les Wisigoths, puis par les Musulmans, ces derniers étant responsables de la fortification initiale entre les VIIIe et IXe siècles. Celle-ci fut considérablement agrandie entre les Xe et XIVe siècles, d'abord sous Denis Ier de Portugal (1279-1325), puis sous Jean Ier de Portugal (1385-1433). Enfin au XVIIe siècle, dans le contexte de la Guerre de Succession d'Espagne, Pierre II de Portugal décida de moderniser les défenses du château, l'adaptant aux tirs d'artillerie.

## Caractéristiques

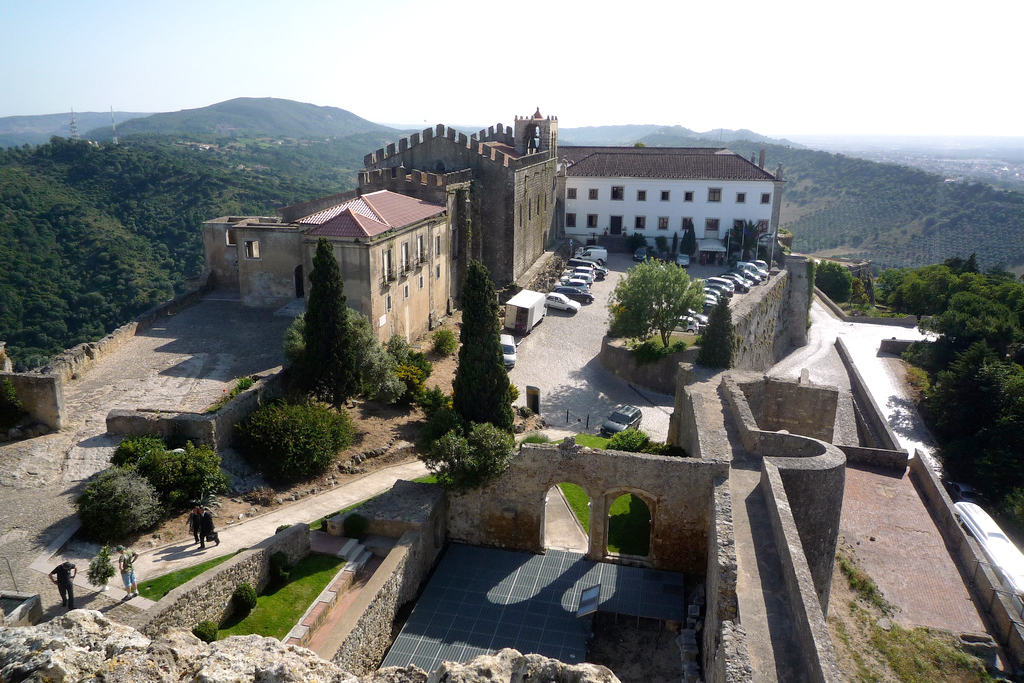
Château de Palmela

Le château, à une altitude de 240 m  au-dessus du niveau de la mer, présente un plan polygonal irrégulier et organique (adapté au terrain), avec des murailles renforcées par des tourelles carrées et circulaires.
L'évolution du périmètre défensif de Palmela peut être comprise en étudiant ces murs, disposés en trois niveaux de clôtures, sans fossés, séparés par des barrières successives :
- La ligne intérieure, datant des XIIe et XIIIe siècles, comprend le mur le plus ancien, soutenu par deux tours cylindriques, et le donjon, dans lequel s'ouvre une citerne. Ce dernier fut remodelé au XIVe siècle, sa structure fut renforcée et sa hauteur augmentée, couronnée de créneaux ornés d'initiales. À l'intérieur, un escalier en pierre relie les différents étages.
- la ligne intermédiaire, construite au XVe siècle, est composée de murs plus robustes où se trouvent la place d'armes, l'église de Santa Maria (pt) (construite au XIIe siècle et reconstruite à la Renaissance), le couvent et l'église de Santiago de Palmela (pt), œuvres gothiques.
- la ligne extérieure, construite au XVIIe siècle, constituée de bastions, ravelins et tenailles alors modernes, visant à résister aux tirs d'artillerie.

## Galerie

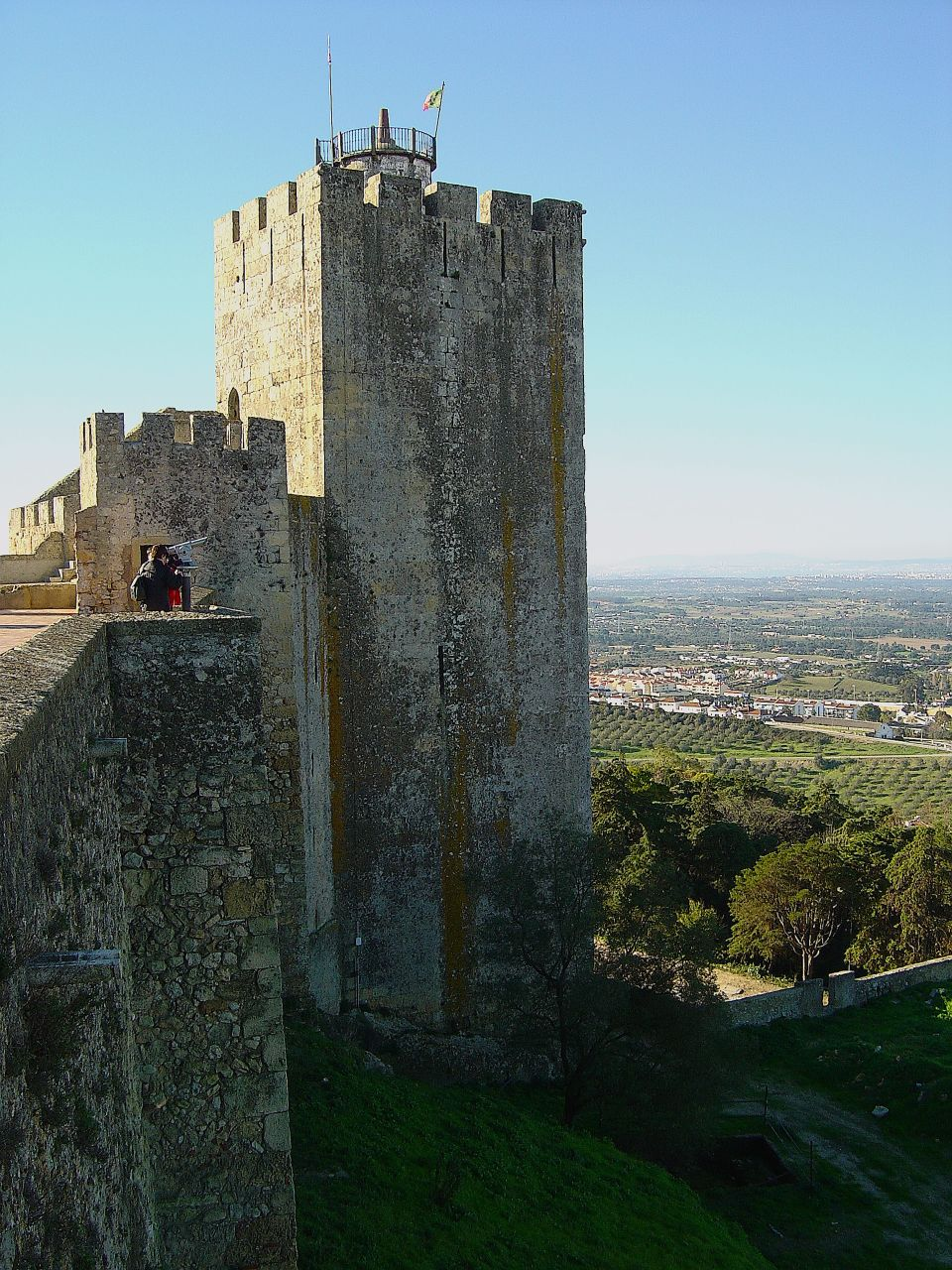
Le donjon.
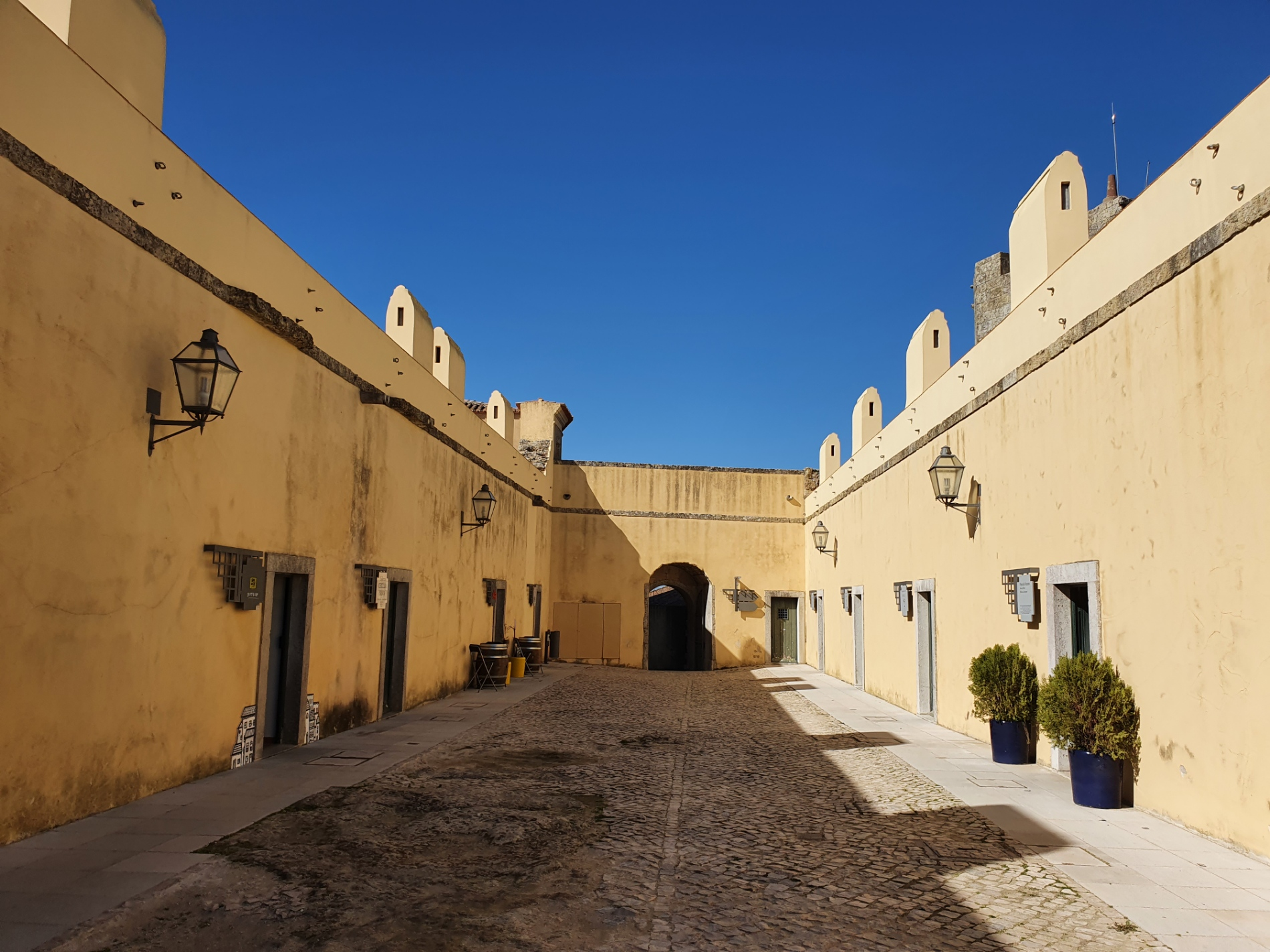
Place d'armes du château de Palmela.
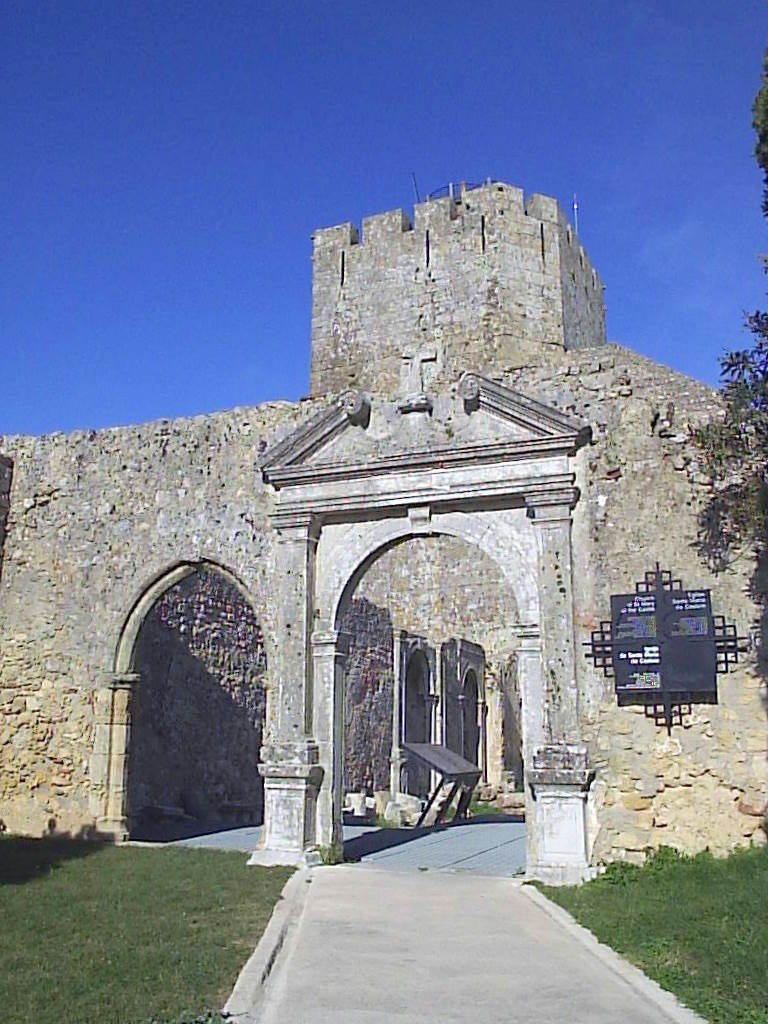
Eglise de Santa Maria.
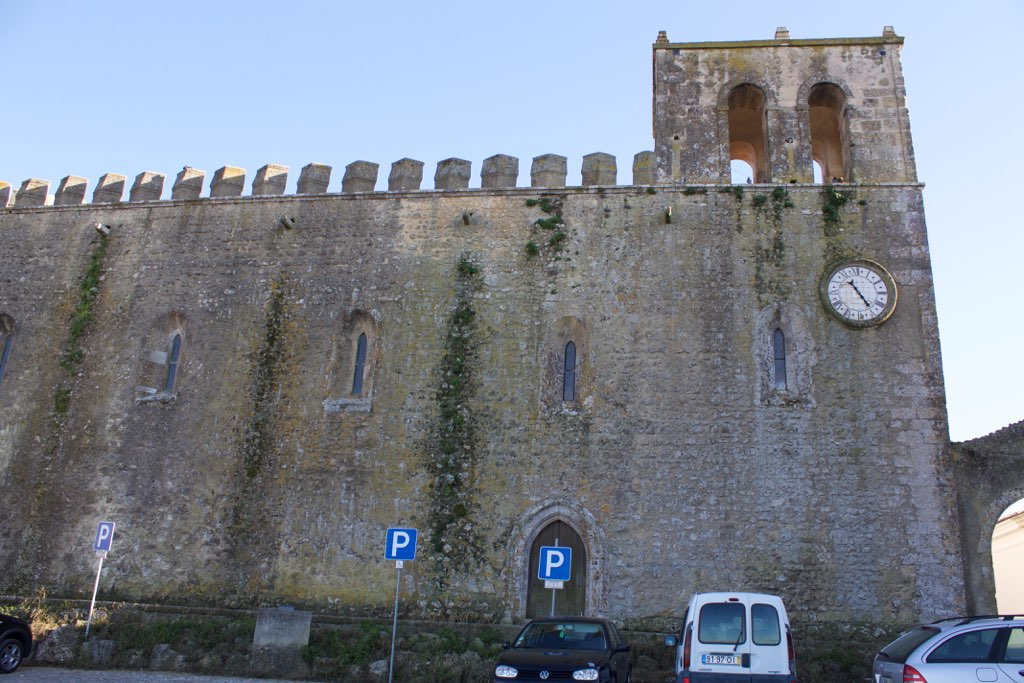
Eglise de Santiago de Palmela.